# Jelysaweta Myloradowytsch

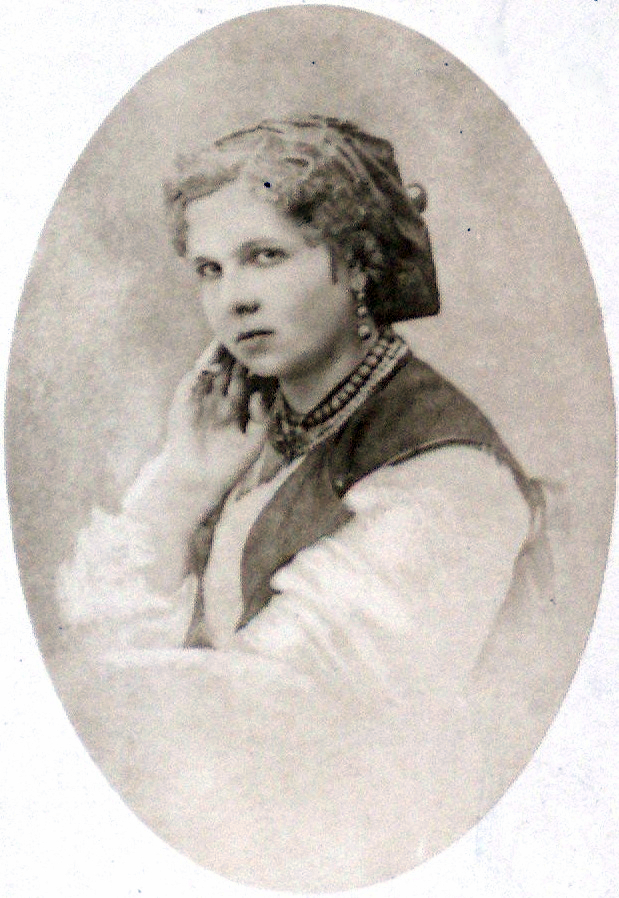
Jelysaweta Myloradowytsch

Jelysaweta Iwaniwna Myloradowytsch (geb. Skoropadska, ukrainisch Єлизавета Іванівна Милорадович; * 12. Januar 1832; † 27. März 1890 in Poltawa) war eine ukrainische Mäzenin, Aktivistin und Persönlichkeit des öffentlichen Lebens. Sie war Tante von Hetman Pawlo Skoropadskyj.

## Leben und Wirken
Jelysaweta Myloradowytsch entstammte zwei alten ukrainischen Adelsgeschlechtern. Ihr Vater, Iwan Mychailowytsch Skoropadskij, der Großneffe von Hetman Iwan Skoropadskyj, sorgte sich stets um Bildung und Kultur, gründete ein Männergymnasium in Pryluky und betrachtete es als Ehrensache, die Leibeigenen zu befreien. Ihre Mutter, Jelysaweta Petriwna, stammte aus der Kosakenfamilie der Tarnowskyj, berühmten Kunstmäzenen, die das Tschernihiw-Museum für ukrainische Altertümer stifteten. Myloradowytsch wurde im Katschaniwka-Palast, Residenz der Tarnoskyj, geboren. Anderen Quellen zufolge kam sie auf dem alten Kosakengut ihres Vaters in Trostjanez, zur Welt, wo sie ihre Kindheit verbrachte. Im Jahr 1849 wurde sie mit dem 25 Jahre älteren Grafen Lew Myloradowytsch verheiratet. Deren gemeinsame Tochter Oleksandra starb 1852 im Kindesalter, der Sohn Hryhorij wurde 1855 geboren.
Mit dem Umzug der Familie nach Poltawa begann Myloradowytsch sich aktiv am gesellschaftlichen und kulturellen Leben zu beteiligen. Das Haus der Myloradowytschs wurde zu einem „ukrainischen Salon“ und zu einem Zentrum der kulturellen Aktivitäten der Poltawaer Gemeinde. Modest Mussorgski, Marko Kropywnyzkyj, Mychajlo Staryzkyj, Marija Sankowezka, Iwan Karpenko-Karyj, Oleksandr Konyskyj, Hanna Saturkewytsch-Karpynska, Mykola Lyssenko und Marie Bashkirtseff besuchten das Anwesen. Myloradowytsch finanzierte die Publikation von Schulbüchern in ukrainischer Sprache und unterstützte ukrainische Schulen und Amateurtheater. Sie gründete einen Frauenverein zur Betreuung von Waisenkindern und eröffnete ein Waisenhaus.  Nach der Abschaffung der Leibeigenschaft im Jahr 1861 schenkte Myloradowytsch jedem ihrer ehemaligen Leibeigenen einen Zehntel des Landes.
Als die Repressionen gegen die ukrainische Bewegung im Russischen Kaiserreich zunahmen und das Waluew-Zirkular von 1863 Veröffentlichungen in ukrainischer Sprache verbot, begann Myloradowytsch, die Herausgabe ukrainischer Literatur in Galizien zu fördern, wo mehr politische Freiheit herrschte. Im Jahr 1873 finanzierte sie zusammen mit Wassyl Symyrenko die Gründung der Literaturgesellschaft Schewtschenko in Lwiw. Ab 1878 leitete sie die Philanthropische Gesellschaft von Poltawa.
Myloradowytsch sprach fließend Französisch, Deutsch und lernte selbständig Englisch in der Absicht, die Geschichte der Rus zu übersetzen. Sie wurde von den zaristischen Behörden überwacht, die sie verdächtigten, an der Wiederherstellung des Hetmanats in der Ukraine mitzuwirken.
Jelysaweta Myloradowytsch starb in der Nacht auf den 27. März 1890 an einem Herzversagen und wurde auf dem Friedhof des Heilig-Kreuz-Erhöhungsklosters  in Poltawa beigesetzt.